# Backsteinbauwerke der Gotik/Verteilung in Spanien

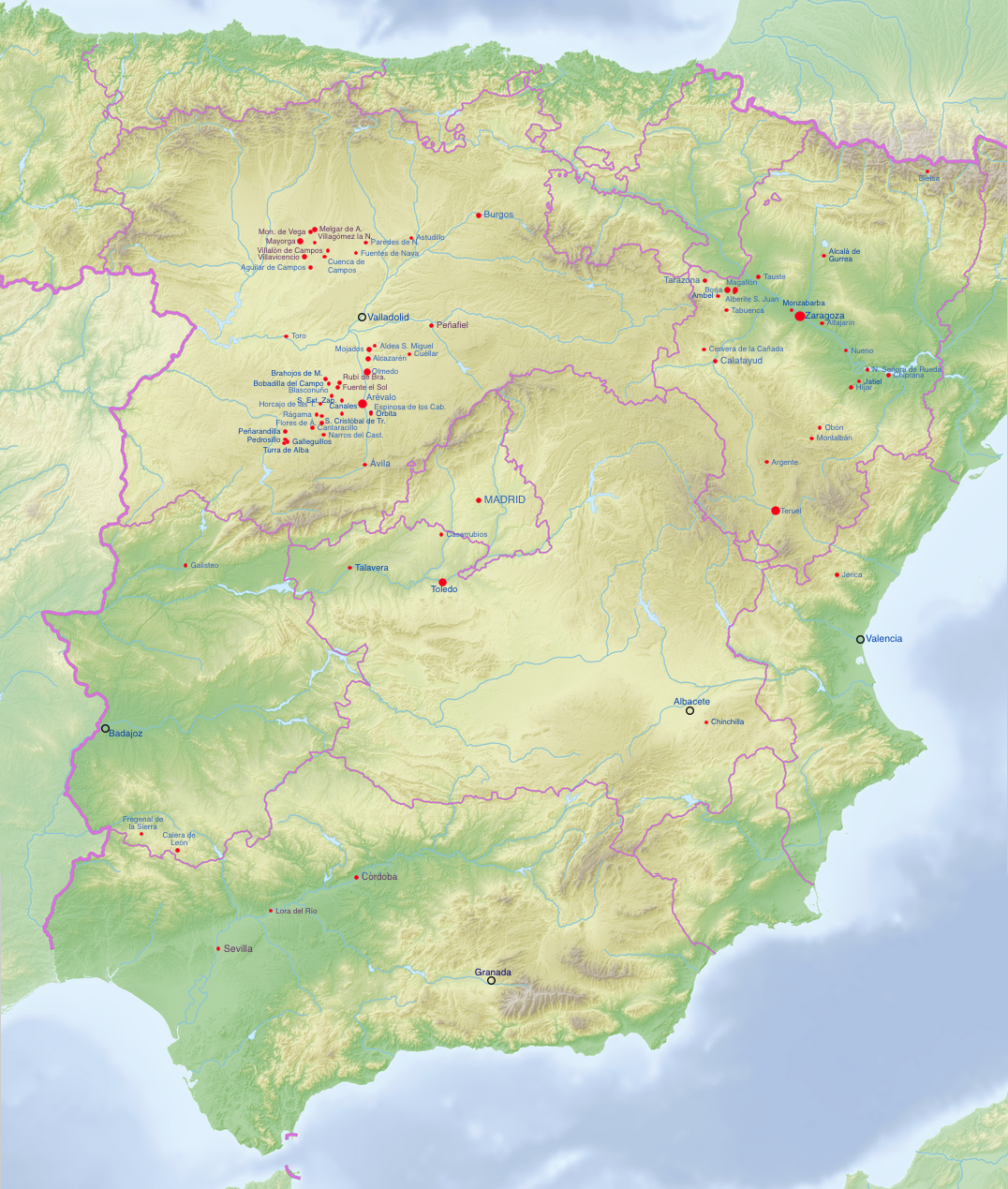
Screenshot der interaktiven Karte,
natürlich mit Ortsnamen

Dieses ist die detaillierte interaktive Verteilungskarte zur Liste der Backsteinbauwerke des Gótico-Mudéjar in Spanien.
| Tarifa |

| Córdoba |

| Lucena |

| Pedroche |

| S. Olalla del Cala |

| Carmona |

| Écija |

| Sevilla |

| Lora del Río |

| Granada |

| Bielsa |

| Argente |

| Montalbán |

| Obón |

| Tobed |

| Torralba de Ribota |

| Maluenda |

| Aniñón |

| Villaroya de la Sierra |

| Ateca |

| Morata de Jiloca |

| La Almunia |

| Alagón |

| La Puebla de Alfindén |

| Longares |

| Daroca |

| Romanos |

| Herrera de los N |

| Villar de los N |

| Quinto |

| Estercuel |

| Teruel |

| Alberite S. Juan |

| Alcalá de Gurrea |

| Alfajarín |

| Ambel |

| Borja |

| Calatayud |

| Cervera de la C |

| Chiprana |

| Híjar |

| Jatiel |

| Magallón |

| Monzabarba |

| Nueno |

| Tabuenca |

| Tarazona |

| Tauste |

| Zaragoza |

| Arévalo |

| Ávila |

| Blasconuño |

| Canales |

| Espinosa de los Cab. |

| Flores de Á. |

| Horcajo de las T. |

| Narros del Cast. |

| Orbita |

| S. Cristóbal de Tr. |

| S. Est. Zap. |

| Burgos |

| Astudillo |

| Fuentes de Nava |

| Paredes de N. |

| Cantaracillo |

| Galleguillos |

| Pedrosillo |

| Peñarandilla |

| Rágama |

| Turra de Alba |

| Cuéllar |

| Aguilar de Campos |

| Alcazarén |

| Aldea S. Miguel |

| Bobadilla del Campo |

| Brahojos de M. |

| Cuenca de Campos |

| Fuente el Sol |

| Mayorga |

| Melgar de A. |

| Mojados |

| Mon. de Vega |

| Olmedo |

| Peñafiel |

| Rubí de Bra. |

| Villagómez la N. |

| Villalón de Campos |

| Villavicencio |

| Toro |

| Valladolid |

| Chinchilla |

| Albacete |

| Cañada de Calatrava |

| Guadalajara |

| Ajofrín |

| Calera y Chozas |

| Camarena |

| Casarrubios |

| Erustes |

| Talavera |

| Toledo |

| Las Ventas con Peña Aguilera |

| Calera de León |

| Fregenal de la Sierra |

| Galisteo |

| Granja de Torrehermosa |

| Badajoz |

| MADRID |

| Jérica |

| Valencia |